# PFI Studios
 (транскр.  Пи-Еф-Ај стјудиос) српски је филмски студио у Шимановцима. Отворен је 30. септембра 2011. године, који се налази 28 километара од центра Београда.
PFI Studios чини осам звучних студија, комплетна и оперативна, а сваки садржи приложени вишеспратни анекс са комплетно опремљеним производним канцеларијама, опремом за шминкање и гардеробу, свлачионицама и складиштем.